# Liste der Naturdenkmale in Berlingen (Eifel)
Die Liste der Naturdenkmale in Berlingen nennt die im Gemeindegebiet von Berlingen ausgewiesenen Naturdenkmale (Stand 4. Juni 2024).

## Naturdenkmale
| Nr.         | Bezeichnung                            | Lage                                                 | Beschreibung | Bild                                    |
| ----------- | -------------------------------------- | ---------------------------------------------------- | --- | --------------------------------------- |
| ND-7233-035 | Gipfel „Alter Voß“ mit Befreiungsbuche | nördlich des Ortes; Abteilung Der Alterfaß Lage      | flächenhaftes Naturdenkmal; zugehörig: Fagus sylvatica, angeblich vor 1650 gekeimt, 34 m hoch bei 3,15 m Brusthöhenumfang und 20 m Kronendurchmesser; teilweise zu Hohenfels-Essingen | Direkt Bild zu diesem Denkmal hochladen |
| ND-7233-036 | Quelle                                 | westlich des Ortes; Abteilung Im untersten Wald Lage | ungefasste Felsenquelle | Direkt Bild zu diesem Denkmal hochladen |

## Ehemalige Naturdenkmale
| Nr. | Bezeichnung | Lage                            | Beschreibung                                 | Bild                                    |
| --- | ----------- | ------------------------------- | -------------------------------------------- | --------------------------------------- |
|     | Buche       | In der Ramm, hinter Nr. 10 Lage | Fagus sylvatica; Rechtsverordnung aufgehoben | Direkt Bild zu diesem Denkmal hochladen |